# Pascasio Ortiz de Letona
Pascasio Ortiz de Letona, (Capitanía General de Guatemala circa 1785 - Ciudad de México, enero de 1811) fue un novohispano se unió a la guerra de independencia de México y fue designado como el primer embajador del gobierno insurgente ante Estados Unidos. Se destacó como estudioso de la botánica.

## Semblanza biográfica
Viajó a la Ciudad de México para continuar sus estudios. En 1810 se encontraba en la ciudad de Guadalajara, Nueva Galicia en compañía de su pariente Salvador Batres cuando José Antonio el Amo Torres tomó la plaza. Simpatizó con el movimiento independentista y conversó con Ignacio López Rayón quien tenía la idea de solicitar ayuda al gobierno de los Estados Unidos. La idea fue presentada a Miguel Hidalgo e Ignacio Allende quienes aprobaron enviar a Ortiz de Letona como representante de los insurgentes ante Estados Unidos.

“Teniendo entera confianza y satisfacción en Vos, D. Pascasio Ortiz de Letona, nuestro mariscal de campo y embajador de nuestro cuerpo cerca del Supremo Congreso de Estados Unidos de América, hemos venido en elegiros y nombraros, dándoos todo nuestro poder y facultad en la más amplia forma que se requiere y sea necesaria, para que por Nos y representando nuestras propias personas y conforme a las instrucciones que os tenemos comunicadas, podáis tratar, ajustar y arreglar una alianza ofensiva y defensiva, tratados de comercio útil y lucroso para ambas naciones y cuanto más convenga a nuestra mutua felicidad, accediendo y firmando cualesquiera artículos, pactos o convenios conducentes a dicho fin: y nos obligamos y prometemos en fe, palabra y nombre de la nación, que estaremos y pasaremos por cuanto tratéis, ajustéis y firméis a nuestro nombre y lo observaremos y cumpliremos inviolablemente, rectificándolo en especial forma; en fe de lo cual mandamos despachar la presente, firmada de nuestra mano, y refrendada por el infrascrito nuestro consejero y primer secretario de Estado y del despacho…”.
Carta de Miguel Hidalgo, 13 de diciembre de 1810.

Para cumplir su misión lo acompañó José Guadalupe Padilla, quien conocía los caminos para llegar a la costa del golfo de México. Viajaron hacia la región Huasteca, en el pueblo de Molango se separaron momentáneamente. Ortiz de Letona quiso cambiar una onza de oro, lo cual lo hizo un sujeto sospechoso, por tal motivo fue aprehendido y registrado. Entre la silla de su cabalgadura se encontraban las credenciales que le habían otorgado los insurgentes. Fue enviado a la Ciudad de México. Al comprender que sería enjuiciado y que su situación no tenía remedio, decidió suicidarse en las proximidades de la villa de Guadalupe. Por su parte, tras esperar inútilmente a Ortiz de Letona, Padilla emprendió su regreso a Guadalajara. Fue denunciado ante Félix María Calleja, no obstante la intervención de Salvador Batres y del mayorazgo Ignacio Cañedo Zamorano logró salvarle la vida.